# 谷古田用水
谷古田用水（やこたようすい）は、埼玉県越谷市および草加市を流れる用水路。

## 概要
江戸時代の1660年（延宝8年）に開削された農業用水路である。湿地帯である現在の越谷市から草加市にかけてのエリアの治水と農業用水の確保を目的に開削された。現在の草加市にあたる谷古田領が名称の由来である。
越谷エリアでは瓦曽根・登戸・蒲生の3村にまたがることから「さんが」「さんがわ」、草加エリアでは5村にまたがることから「五ケ村用水（ごかそんようすい）」と呼ばれていた。
瓦曽根溜井から取水し、南へ流れる。蒲生東町付近から南東に向きを変え、まっすぐ流れる。農業用水路であったが大半が宅地化されており、現在では遊歩道として整備されている箇所も多い。
開削初期は蒲生愛宕町付近で綾瀬川（現在の古綾瀬川）に落としていたが、1700年前後の綾瀬川の改修により愛宕付近から下流に現在の綾瀬川が掘られ、もとの綾瀬川が古綾瀬川として締め切られてしまったため、草加市方面に用水路が延ばされた。古綾瀬川交差付近は宅地化の進展に伴い一部暗渠となっている。最終的には草加市松江付近で古綾瀬川に合流している。

## 谷古田用水元圦
上流の瓦曽根溜井からの流入口にある谷古田用水元圦は、日本最古の煉瓦水門である。
土木学会の「日本の近代土木遺産～現存する重要な土木条構造物2800選」に選ばれている
。隣接地には葛西用水と八条用水の取水口もある。

## 主な橋
- 谷古田橋